# Рудометово
Рудометово (устар. Рудаметово) — озеро на территории Куземского сельского поселения Кемского района Республики Карелия.

## Общие сведения
Площадь озера — 3,3 км², площадь водосборного бассейна — 16,6 км². Располагается на высоте 100,4 метров над уровнем моря.
Форма озера лопастная, продолговатая; вытянуто с запада на восток. Берега каменисто-песчаные, местами заболоченные.
Озеро соединяется протокой с озером Виксозеро, через которое протекает Кадиречка.
В озере расположены три небольших острова без названия.
Населённые пункты и автодороги возле озера отсутствуют. Ближайший — посёлок Шомба — расположен в 22,5 км к юго-западу от озера.
Код объекта в государственном водном реестре — 02020000711102000003856.